# Coupe Eva Duarte
La Coupe Eva Duarte est l'ancêtre de la Supercoupe d'Espagne. Elle oppose de 1947/48 à 1952/53 le vainqueur du Championnat d'Espagne de football au vainqueur de la Copa del Generalissimo.

## Origine
En 1940/41, une première opposition est organisée entre le champion et le vainqueur de la coupe (victoire du RCD Espanyol face à l'Atlético Aviación). Elle portait le nom de Copa de Campeones, mais cette rencontre resta sans lendemain.
Quelques années plus tard, en 1945-46, le consul d'Argentine à Barcelone propose d'organiser à nouveau cette rencontre et offre le trophée appelé Copa de Oro Argentina. À la suite du succès rencontré par ce match qui oppose le FC Barcelone à l'Athletic Bilbao, la Fédération espagnole de football l'organise à partir de 1947/48 sous le nom de Copa Eva Perón, du nom de l'épouse du président argentin. En 1952-53, le FC Barcelone reçoit le trophée d'office après avoir réalisé le doublé coupe-championnat.

## Anciennes compétitions
- 1940 : Copa de Campeones : Atlético de Madrid  (Atlético de Madrid – RCD Espanyol de Barcelone 3-3 puis 7-1)

## Historique
| #            | Année | Appellation                  | Vainqueur          | Finaliste                  | Score        |
| ------------ | ----- | ---------------------------- | ------------------ | -------------------------- | ------------ |
| Anciennes CF | 1945  | Copa de Oro Argentina        | FC Barcelona       | Athletic Club              | 5-4          |
|              | 1946  | Non organisée                | -                  | -                          | -            |
| 1            | 1947  | Copa Eva Duarte de 1947 (es) | Real Madrid        | Valencia CF                | 3-1          |
| 2            | 1948  | Copa Eva Duarte de 1948 (es) | FC Barcelone       | Sevilla FC                 | 1-0          |
| 3            | 1949  | Copa Eva Duarte de 1949 (es) | Valencia CF        | FC Barcelone               | 7-4          |
| 4            | 1950  | Copa Eva Duarte de 1950 (es) | Athletic Club      | Atlético de Madrid         | 5-5 puis 2-0 |
| 5            | 1951  | Copa Eva Duarte de 1951 (es) | Atlético de Madrid | FC Barcelone               | 2-0          |
| 6            | 1952  | Copa Eva Duarte de 1952 (es) | FC Barcelona       | (Doublé Coupe-Championnat) | [ 1 ]        |

## Palmarès
- 3 titres : FC Barcelone: 1945/46, 1948/49, 1952/53.
- 2 titres : Atlético de Madrid: 1940/41, 1951/52.
- 1 titre : Real Madrid: 1947/48.
- 1 titre : Valence CF: 1949/50.
- 1 titre : Athletic Bilbao: 1950/51.